# Cuautitlán Izcalli kommun
Cuautitlán Izcalli är en kommun i Mexiko. Den ligger i delstaten Mexiko, i den centrala delen av landet, cirka 26 kilometer norr om huvudstaden Mexico City och strax söder om Cuautitlán kommun. Huvudorten i kommunen är Cuautitlán Izcalli. Kommunen ingår i Mexico Citys storstadsområde och hade 511 675 invånare vid folkmätningen 2010.
Kommunen bildades 22 juni 1973 och var tidigare en del av Cuautitlán de Romero Rubio (nu Cuautitlán).